# International Journal of Auditing
Das International Journal of Auditing ist eine wirtschaftswissenschaftliche Fachzeitschrift, deren Schwerpunkt die Auseinandersetzung mit Themen rund um die Wirtschaftsprüfung ist. Das international ausgerichtete Periodikum wird durch die US-amerikanische Verlagsgruppe John Wiley & Sons herausgegeben und erscheint dreimal pro Jahr.

## Hintergrund
Das International Journal of Auditing wurde 1997 erstmals herausgegeben. Das Themenspektrum umfasst alle Aspekte rund um die Tätigkeiten eines Wirtschaftsprüfers sowie gesetzliche, regulatorische und berufsständische Anforderungen. Selbst gesetztes Ziel ist dabei nicht nur die Abbildung akademischer Forschung, sondern auch die Berücksichtigung der konkreten Praxis. Aktueller Chefredaktor ist der Australier David Hay, Professor für Wirtschaftsprüfung an der University of Auckland.